# Park Narodowy Nyanga
Park Narodowy Nyanga – park narodowy znajdujący się we wschodniej części Zimbabwe, około 268 km od stolicy kraju, Harare. Położony jest na wysokości od 1800 do 2593 m n.p.m. i zajmuje powierzchnię ok. 47 tys. ha. Został utworzony w 1926 roku.

## Fauna
W parku występuje kilka gatunków antylop, między innymi: kob śniady, gnu oraz impala. Można także spotkać przedstawicieli naczelnych np.: koczkodana czarnosiwego. Występują tam także drapieżniki takie jak: lew afrykański, lampart plamisty oraz krokuta cętkowana. Na obszarze parku gniazduje ponad 300 gatunków ptaków, w tym kilka niemal endemicznych. Są to: paprotniczek, nikornik popielaty, dudkowiec natalski oraz złotynka obrożna.